# 折田泉
折田 泉（おりた いずみ、1909年10月10日 - 1972年1月4日）は、日本のヴァイオリニスト、作曲家。

## 経歴
鹿児島県旧川辺郡知覧町（現・南九州市）出身。元衆議院議員の実業家折田兼至の五男。1927年に鹿児島県立第二鹿児島中学校 (旧制)を卒業後、東洋音楽専門学校を経て東京高等音楽学院（国立音楽学校）へ進学し、アレクサンドル・モギレフスキーと芝祐孟に師事、1932年に本科卒業。新交響楽団（現・NHK交響楽団）でもヴァイオリンを弾いたが、手首を痛めて鹿児島県に帰郷。失意の中にいたが石井漠舞踊団の後援をしていた兄に誘われ、再上京して入団し舞踊に伴奏するヴァイオリニストとなる。黎明期だった洋楽界の基礎がために尽くす。
1935年石井漠の舞踏パートナーである石井みどりと結婚。石井みどり舞踊団のヴァイオリニストとして活動。ひとり娘に舞踏家の折田克子。また、戦後米軍占領下の奄美大島で久保陽子の才能を見いだし、東京で面倒をみて音楽家として開花させる。